# Calopogon oklahomensis
Calopogon oklahomensis là một loài thực vật có hoa trong họ Lan. Loài này được D.H.Goldman mô tả khoa học đầu tiên năm 1995.